# توماس هاردي
توماس هاردي (بالإنجليزية: Thomas Hardy) (2 يونيو/حزيران 1840 إلى 11 يناير/كانون الثاني 1928)، روائي وشاعر إنجليزي، وكاتب واقعي من العصر الفيكتوري. كان متأثرا بالرومانسية، خاصة بالكاتب ويليام وردزورث. شارلز ديكنز هو الآخر كان له أثر كبير في أعماله، ومثل ديكنز، اهتم هاردي بنقد أوضاع المجتمع الفيكتوري، لكن هذا الأخير ركز بشكل أكبر على الطبقة الريفية.
كتب هاردي في أول الأمر مجموعة من الأشعار، لكن مجموعة أشعاره الأولى لم تنشر لغاية 1898، وقد اكتسب شهرته في البداية كروائي أكثر منه كشاعر، من خلال روايات: بعيدا عن صخب الحياة (1874)، عمدة كاستربريدج (1886)، تس من آل دربرفيل (1891)، جود الغامض (1895). رغم ذلك، خلال خمسينيات القرن العشرين، تم اعتبار أشعاره ذات جودة مماثلة لرواياته، وكان لها تأثير واضح في حركة الشعراء خلال خمسينيات وستينيات القرن العشرين، بما في ذلك على الشاعر فيليب لاركن.
أغلب أحداث أعمال هاردي تدور في ويسكس، إقليم من نسج خيال الكاتب، تصارع فيه مجموعة من الشخصيات أقدراها وظروف الحياة.

## نبذة عن حياة الكاتب
ولد توماس هاردي سنة 1840 في بوكهامبتون العليا، شرق دوركاستر في دورست، إنجلترا. والده توماس هاردي (1811-1892) معمار وبناء محلي، ووالدته جميما هاردي (المولودة هاند، 1813-1904) كانت ذات اطلاع فكري واسع، وتولت مهمة تعليم ابنها لغاية ذهابة إلى المدرسة في بوكهامبتون في سن الثامنة، كما ذهب طيلة سنوات إلى أكاديمية السيد لاسر للشبان الصغار في دوركستر، أين تعلم اللاتينية. عائلة هاردي لم تستطع تحمل نفقات دراسته الجامعية، لذا توقف عن الدراسة في سن السادسة عشر. قام بعدها بالتدرب لدى جايمس هيكز، مهندس معماري محلي، قبل أن ينتقل إلى لندن سنة 1862 ليدخل كلية كينجز. تلقى هاردي بعدها جوائز من المعهد الملكي البريطاني للمهندسين.
خلال اقامته بلندن أظهر اهتماما بالإصلاح الاجتماعي وأعمال جون ستيوارت ميل. صديقه من دورست، هوراس مول كان سببا في إطلاعه على أعمال شارلز فوريي وأوغست كومت.
بعد خمس سنوات من الإقامة في لندن عاد هاردي إلى دورست واستقر بواماوث، إذ لم يحس أبدا بالراحة في لندن، نظرا للطبقية المنتشرة آنذاك، وقرر أن يكرس نفسه للكتابة.
في عام 1870، وخلال أعمال ترميم بكنسية القديس جوليو في كورنوول، التقى هاردي بإيما لافينيا غيفورد، وتزوجها سنة 1874. في عام 1885 انتقل هو وزوجته إلى ماكس غايت، وهو منزل من تصميم هاردي شخصيا وقام أخوه ببناءه. في عام 1910 نال هاردي وسام ميريت ورشح لنيل جائزة نوبل للآداب. رغم التوتر الذي ساد علاقته مع زوجته، لكن وفاتها سنة 1912 كان له أثر كبير عليه، حتى أنه قام بالسفر إلى كورنوول لزيارة الأماكن التي تذكره بزوجته الراحلة، وأشعاره التي كتبها بين 1912 و1913 تعكس مشاعره إزاء هذا الحادث المؤلم. في عام 1914 تزوج هاردي مرة ثانية من سكرتيرته فلورنس إيميلي دوغلايد، التي تصغره بـ39 عاما.
أصيب هاردي بمرض التهاب الجنبة، وتوفي في 11 من يناير/كانون الثاني عام 1928. أقميت جنازته في 16 من نفس الشهر، في دير وستمنستر، أين وضع رماده في زاوية الشعراء بذات الدير، أما قلبه فقد دفن في ستينسفورد إلى جانب زوجته إيما، مع العلم أن هادري صرح سابقا أنه يريد أن يدفن إلى جانب زوجته الأولى في ستنسفورد.
بعد وقت قصير من وفاته، أحرقت رسائله وكتب ملاحظاته، لكن 12 وثيقة نجت من عملية الحرق، تحتوي ملاحظات وقصاصات لقصص منشورة في الصحف تعود لعشرينيات القرن التاسع عشر، والأبحاث التي أجريت حول هذه الأخيرة أكدت أن هادري استعملها في أعماله. نشرت السيدة هاردي، زوجته الثانية، كتابا تحت عنوان «الحياة المبكرة لتوماس هاردي، 1841-1891» يحوي العديد من الملاحظات والرسائل واليوميات، ومعلومات أخرى من محادثاتها معه طيلة سنوات زواجهما.
لاقت أعمال هاردي إعجاب العديد من الكتاب الشباب آنذاك، أمثال لورانس، وجون كوبر بويز، وفيرجينيا وولف. في سيرته الشخصية تحت عنوان «وداعا لكل شيء» (1929)، يتذكر الكاتب روبرت جريفز لقائه مع هاردي في دورست خلال العشرينيات من القرن العشرين، وكيف أنه استقبله هو وزوجته الجديدة بحفاوة وشجعه على مواصلة أعماله.
مكان ميلاد هاردي ببوكهامبتون، وأيضا منزله ماكس غايت في دوركستر، أصبحا ملكا لمؤسسة التراث القومي.

## رواياته
أنهى هاردي سنة 1867 كتابة أول رواياته «الرجل البائس والسيدة النبيلة»، لكنه فشل في إيجاد ناشر للرواية، ليقوم هاردي بعرضها على مقربيه وأصدقائه، وكان رأي الروائي والشاعر الفكتوري جورج ميريديث أن تلك الرواية قادرة على أن تمنع هاردي من نشر أي عمل مستقبلا بسبب الجدل السياسي الذي من شأنها أن تثيره، وأخذا بهذه النصيحة، قرر الكاتب ألا يحاول نشر الرواية أبدا، حتى أنه قام بتدمير مخطوطاته التي كتبها بيده لمحتوى هذا العمل.
قام هاردي بعدها بكتابة روايتين جديدتين، «العلاجات الميؤوس منها» (1871)، و«تحت الشجرة الخضراء» (1872)، ونشرت كلاهما تحت اسم مجهول. في سنة 1873، كتب هاردي رواية «زوج من العيون الزرقاء» تصور علاقته مع زوجته الأولى، وقد نشرت الرواية تحت اسم توماس هاردي.
في روايته «بعيدا عن الحشد الصاخب» سنة 1874، تناول هاردي لأول مرة فكرة المنطقة الخيالية في غرب إنجلترا المسماة ويسكس وهو اسم إحدى المملكات الساكسونية القديمة تقع تقريبا في نفس المنطقة من إنجلترا. حققت هذه الرواية نجاحا سمح لهاردي بالتخلي عن عمله كمهندس وأن يواصل مسيرته الأدبية، وخلال 25 سنة القادمة سيقوم هاردي بكتابة ما يزيد عن عشر روايات.
انتقلت عائلة هاردي من لندن إلى يوفيل، ثم إلى ستورمينستر نيوتن، أين كتب رواية «عودة المواطن» (1878)، تبعها القصة الرومانسية «إثنين في البرج» سنة 1882. لاحقا في عام 1885، انتقلت العائلة للمرة الأخيرة وهذه المرة إلى ماكس غايت، بالقرب من دوركستر، وكتب هناك روايات: «عمدة كاستربريدج» (1886)، «أهل الغابات» (1887) و"تس من آل دربرفيل" (1891)، ولاقت هذه الأخيرة انتقادات واسعة بسبب تصويرها المتعاطف «لإمرأة ساقطة» حتى أنها منعت من النشر في البداية.
رواية «جود الغامض» التي نشرت عام 1895 قوبلت بردود فعل أكثر سلبية من سابقتها بسبب تناولها لمواضيع مثيرة للجدل تخص الجنس، الدين والزواج، حتى أنها أثارت مخاوف زوجة هاردي، إيما، من أن تتم قراءة الرواية كسيرة شخصية لزوجها. اضطر بعض الباعة لبيع الرواية في أكياس ورقية حتى لا يتم التعرف عليها، في حين قام رئيس أساقفة ويكفيلد، ويلسهام هوو، بحرق نسخة من الرواية، وقد تناول هاردي الحادثة بشكل عفوي سنة 1912 قائلا حول كتابه:«بعد الأحكام الصادرة من الصحافة، كانت محنته اللاحقة هي أن يتم حرقه من طرف رئيس أساقفة، وهذا قد يكون راجعا ليأسه من أن يكون قادرا على حرقي أنا». رغم كل هذه الانتقادات، زادت شهرة هاردي خلال أوائل القرن العشرين، ونشر رواية أخرى تحت عنوان «المحبوب بشكل جيد» سنة 1897.

## المواضيع الأدبية
هاردي يعتبر واحدا من الكتاب الواقعيين من العصر الفيكتوري، وقد قام بدراسة التناقضات الاجتماعية في حياة من يعيشون في إنجلترا الفيكتورية، وانتقد الآراء والمعتقدات السائدة في ذلك العصر، خاص ما تعلق منها بالزواج، التربية والدين، هذه المعتقدات التي خنقت حياة الناس وسببت لهم التعاسة والمعاناة وكانت المحور الرئيسي لأعمال هاردي حسب ما أكده فيليب لاركين.
عرف الكاتب أيضا بوقوفه ضد القواعد الاجتماعية التي تفصل مختلف طبقات المجتمع، ويظهر هذا بجلاء في رواية «اثنين على البرج».
القدر والحظ هما الآخران يشكلان موضوعا مهما في كتابات هاردي، مثل رواية «بعيدا عن الحشد الصاخب» التي كانت ستأخذ منحى مختلا تماما لولا عنصر الحظ.

## أشعاره
في عام 1898، نشر هاردي أول كتاب أشعار، تحت عنوان «أشعار ويسكس»، وهي مجموعة أشعار كتبت على مدى 30 سنة. خلال القرن العشرين قام هاردي بنشر كتاب شعري واحد فقط.
كتب هاردي في أشكال شعرية مختلفة بما في ذلك الشعر الغنائي، بالاد، الهجاء، المونولوج الدرامي والشعر الحواري.
كتب هاردي أشعار حرب تتناول حروب البوير والحرب العالمية الأولى، مثل «درومر هودج»، «في زمن الأمم المكسورة»، و«الرجل الذي قتله»، وكان لأشعاره هذه تأثيرا عميقا على شعراء الحرب الآخرين أمثال روبيرت بروك وسيغفريد ساسون.
بعض من أشهر أشعار هاردي تنتمي لمجموعة «أشعار من 1912-13» و«هجاء الظروف» (1914)، التي كتبت مباشرة بعد وفاة زوجته إيما سنة 1912، وكان هاردي قد انفصل عن زوجته لمدة عشرين سنة، وأشعاره الغنائية هذه تعكس شعوره العميق بالندم وتأنيب الضمير. أشعار مثل «بعد رحلة»، «الصوت» وأخرى عديدة تعتبر قمة إبداع هاردي الشعري. في سيرة حديثة حول هادري، الكاتبة والصحفية الإنجليزية كلير تومالين تعتبر أن هاردي أصبح شاعرا عظيما بعد وفاة زوجته، إيما، كما وصفت المرثيات التي كتبها لزوجته بأنها الأصدق والأقوى في الشعر الإنجليزي.
الخيبة في الحب والحياة، قساوة القدر والتهكم عناصر رئيسية في العديد من أشعار هاردي. أشعار أخرى لهاردي مثل «العصفور الأعمى» عبر فيها عن معارضته للمعاملة الوحشية للحيوانات وممارسة التشريح على الأحياء، مع العلم أن هاردي كان عضوا في الجمعية الملكية لمناهضة العنف ضد الحيوان.
عدد من الملحنين والمؤلفين الإنجليز، بما في ذلك جيرالد فينزي، بنجامين بريتن وغوستاف هولست قاموا بتلحين أشعار هاردي واستعمالها في المجال الموسيقي.
رغم أن أشعاره في البداية لم تحقق نفس النجاح الذي حققته رواياته، إلا أن هاردي يعتبر حاليا واحدا من أعظم شعراء القرن العشرين، وأشعاره أثرت بشكل عميق على العديد من الكتاب في وقت لاحق أمثال روبرت فروست، أودين، ديلان توماس ولعل أكثرهم تأثرا هو فيليب لاركين.

## قائمة بأهم أعماله

### النثر
قام هاردي بتقسيم رواياته ومجموعة قصصه القصيرة إلى ثلاثة مجموعات:

#### روايات تتناول الشخصيات والمحيط الاجتماعي
- الرجل المسكين والسيدة النبيلة (1867، لم تنشر)
- تحت الشجرة الخضراء: لوحة ريفية من المدرسة الهولندية (1872)
- بعيدا عن الحشد الصاخب (1874)
- عودة المواطن (1878)
- عمدة كاستربريدج: حياة وموت رجل محترم (1886)
- أهل الغابات (1887)
- حكايات ويسكس (1888، مجموعة قصص قصيرة)
- تس من آل دربرفيل: امرأة بريئة ونقية (1891)
- مفارقات الحياة الصغيرة (1894، مجموعة قصص قصيرة)
- جود الغامض (1895)

#### الرومانسيات والفانتازيا
- زوج من العيون الزرقاء (1873)
- ذي ترومبت-ماجور (1880)
- اثنين على البرج (1882)
- مجموعة من السيدات النبيلات (1891، مجموعة قصص قصيرة)
- المحبوبة جيدا (نشرت كاملة 1897 وظهرت لأول مرة على شكل سلسلة مفرقة منذ 1892)

#### روايات الإبداع
- العلاجات الميؤوس منها (1871)
- يد إيثيل بيرتا: كوميديا في فصول (1876)
- اللوديسي-الفاتر- (1881)

إضافة إلى الأعمال المذكورة سابقا، كتب هاردي قصة تحت عنوان «شبح الحقيقة» سنة 1894 بالتعاون مع فلورنس هينيكر، ومجموعة قصص قصيرة تحت عنوان «رجل متغير وقصص أخرى» سنة 1913، وسيرته الذاتية التي نشرت تحت اسم زوجته الثانية في كتابين بين 1928 و1930: «الحياة المبكرة لتوماس هاردي، 1840-91» و«السنوات اللاحقة لتوماس هاردي 1892-1928».

#### القصص القصيرة
(متبوعة بتاريخ أول نشر)
- "How I Built Myself A House" (1865)
- "Destiny and a Blue Cloak" (1874)
- "The Thieves Who Couldn't Stop Sneezing" (1877)
- "The Duchess of Hamptonshire" (1878)
- "The Distracted Preacher" (1879)
- "Fellow-Townsmen" (1880)
- "The Honourable Laura" (1881)
- "What The Shepherd Saw" (1881)
- "A Tradition of Eighteen Hundred and Four" (1882)
- "The Three Strangers" (1883)
- "The Romantic Adventures of a Milkmaid" (1883)
- "Interlopers at the Knap" (1884)
- "A Mere Interlude" (1885)
- "A Tryst at an Ancient Earthwork" (1885)
- "Alicia's Diary" (1887)
- "The Waiting Supper" (1887–88)
- "The Withered Arm" (1888)
- "A Tragedy of Two Ambitions" (1888)
- "The First Countess of Wessex" (1889)
- "Anna, Lady Baxby" (1890)
- "The Lady Icenway" (1890)
- "Lady Mottisfont" (1890)
- "The Lady Penelope" (1890)
- "The Marchioness of Stonehenge" (1890)
- "Squire Petrick's Lady" (1890)
- "Barbara of the House of Grebe" (1890)
- "The Melancholy Hussar of The German Legion" (1890)
- "Absent-Mindedness in a Parish Choir" (1891)	"The Winters and the Palmleys" (1891)
- "For Conscience' Sake" (1891)
- "Incident in Mr. Crookhill's Life"(1891)
- "The Doctor's Legend" (1891)
- "Andrey Satchel and the Parson and Clerk" (1891)
- "The History of the Hardcomes" (1891)
- "Netty Sargent's Copyhold" (1891)
- "On The Western Circuit" (1891)
- "A Few Crusted Characters: Introduction" (1891)
- "The Superstitious Man's Story" (1891)
- "Tony Kytes, the Arch-Deceiver" (1891)
- "To Please His Wife" (1891)
- "The Son's Veto" (1891)
- "Old Andrey's Experience as a Musician" (1891)
- "Our Exploits At West Poley" (1892–93)
- "Master John Horseleigh, Knight" (1893)
- "The Fiddler of the Reels" (1893)
- "An Imaginative Woman" (1894)
- "The Spectre of the Real" (1894)
- "A Committee-Man of 'The Terror'" (1896)
- "The Duke's Reappearance" (1896)
- "The Grave by the Handpost" (1897)
- "A Changed Man" (1900)
- "Enter a Dragoon" (1900)
- "Blue Jimmy: The Horse Stealer" (1911)
- "Old Mrs. Chundle" (1929)
- "The Unconquerable"(1992)

### الأشعار
- Wessex Poems and Other Verses (1898)
- Poems of the Past and the Present (1901)
- Time's Laughingstocks and Other Verses (1909)
- Satires of Circumstance (1914)
- Moments of Vision (1917)
- Collected Poems (1919)
- Late Lyrics and Earlier with Many Other Verses (1923)
- Human Shows, Far Phantasies, Songs and Trifles (1925)
- Winter Words in Various Moods and Metres (1928)
- The Complete Poems (Macmillan, 1976)
- Selected Poems (Edited by Harry Thomas, Penguin, 1993)
- Hardy: Poems (Everyman's Library Pocket Poets, 1995)
- Thomas Hardy: Selected Poetry and Nonfictional Prose (St. Martin's Press, 1996)
- Selected Poems (Edited by Robert Mezey, Penguin, 1998)
- Thomas Hardy: The Complete Poems (Edited by James Gibson, Palgrave, 2001)

## روابط خارجية
- توماس هاردي على موقع IMDb (الإنجليزية)
- توماس هاردي على موقع الموسوعة البريطانية (الإنجليزية)
- توماس هاردي على موقع ميوزك برينز (الإنجليزية)
- توماس هاردي على موقع قاعدة بيانات برودواي على الإنترنت (الإنجليزية)
- توماس هاردي على موقع إن إن دي بي (الإنجليزية)
- توماس هاردي على موقع ديسكوغز (الإنجليزية)
- توماس هاردي على موقع قاعدة بيانات الفيلم (الإنجليزية)

باللغة العربية
- معلومات حول توماس هاردي في موقع الباحثون.
- دراسة لأعمال توماس هاردي، ترجمة د.عمار شرقية.

باللغة الإنجليزية
- موقع متحف مقاطعة دروست يحوي المتحف أكبر مجموعة أعمال لتوماس هاردي والتي تبرعت بها عائلة هاردي لهذا المتحف.
- موقع جمعية توماس هاردي.
- أعمال توماس هاردي على شكل كتب مسموعة.